# 스마트 계약
스마트 계약(smart contract) 또는 스마트 컨트랙트란 블록체인 기반으로 금융거래, 부동산 계약, 공증 등 다양한 형태의 계약을 체결하고 이행하는 것을 말한다. 블록체인 2.0이라고도 한다.

## 역사
1994년 닉 자보(Nick Szabo)가 처음 제안했다.
2013년 비탈리크 부테린(Vitalik Buterin)이 비트코인의 블록체인 기술을 이용하여 대금결제, 송금 등 금융거래뿐 아니라 모든 종류의 계약을 처리할 수 있도록 기능을 확장하면서 널리 확산되었다. 부테린은 기존 비트코인의 소스 코드를 일부 수정하여 스마트 계약 기능을 구현하고자 하였으나, 비트코인 커뮤니티에서 자신의 요구가 받아들여지지 않자, 비트코인을 포크(fork)하여 새로 이더리움(Ethereum)이라는 가상화폐를 만들고 스마트 계약 기능을 구현하였다. 이 기능을 사용하면, 개발자가 직접 계약 조건과 내용을 코딩할 수 있기 때문에, 원칙적으로 인간이 상상할 수 있는 모든 종류의 계약을 이더리움 플랫폼을 이용해 구현할 수 있다. 다만, 솔리디티(Solidity)라는 자바 기반의 독립적인 프로그래밍 언어를 알아야 하기 때문에, 프로그래머가 아닌 일반인들이 직접 스마트 계약의 조건과 내용을 코딩하기는 어렵다.
2017년 4월 삼성SDS㈜는 이더리움의 스마트 계약 기능을 참고하여, 기존 비트코인의 블록체인 안에 이더리움 가상머신(Ethereum Virtual Machine)을 구현하는 방식으로 자체 스마트 계약 기능을 갖춘 넥스레저(NexLedger) 플랫폼을 개발했다.

## 같이 보기
- 암호화폐
- 비트코인
- 이더리움
- 블록체인